# Xalet Verge de la Pineda
El Xalet Verge de la Pineda és un edifici del municipi de Salou (Tarragonès) inclòs en l'Inventari del Patrimoni Arquitectònic de Catalunya.

## Descripció
La casa de la Verge de la Pineda, cal situar-la a finals del segle xix, dins l'estil que s'anomena eclèctic.
L'edifici està format per la planta baixa i dos pisos. Cal destacar la decoració geomètrica de color blanc i marró que es va estenent per tota la casa, a manera d'artístics esgrafiats amb decoració de gerros florals, tant del gust de l'època. La planta baixa presenta arcades que emmarquen el porxo. A la planta noble hi ha la façana principal que dona a la mar, amb una terrassa on hi ha tres portes rematades amb decoració d'estil barroc barrejada amb manises. La part alta ens mostra dues torres que harmonitzen el conjunt, una a cada costat i enmig d'elles una galeria correguda que fa la façana més rítmica. Tot el conjunt de la casa està coronat amb rajoles que cobreixen la teulada a doble vessant.
A la façana principal de la casa i, concretament al pis noble, s'hi troba la imatge de la Verge de la Pineda, recoberta per una teuladeta de maons.
Tot el conjunt de la casa és bastant harmònic però no podem dir que la casa presenti gaires innovacions constructives